# Charles Draper
Charles Draper (Odcombe, Somerset, 23 d'octubre de 1869 – Surbiton, Londres, 21 d'octubre de 1952) va ser un clarinetista clàssic anglès, de vegades descrit com l'avi dels clarinetistes anglesos.
Provenia d'una família musical, el seu pare i el seu germà, que havien estat violoncel·listes i clarinetistes, respectivament. El 1888, va estudiar amb Henry Lazarus i va guanyar una beca al Royal College of Music on va continuar com a estudiant de Lazarus fins a la seva jubilació. També va estudiar durant un any amb Julian Egerton. Va estrenar el Concert per a clarinet de Stanford el 1903 amb l'Orquestra Municipal de Bournemouth. La Sonata Clarinet de Stanford també va estar dedicada a Draper. Draper també va ser un notable professor, donant classes al Royal College of Music, al "Trinity College of Music" i a la "Guildhall School of Music & Drama", i comptant amb Frederick Thurston entre els seus estudiants. El seu fill, Paul Beaumont Draper, també va ser un fagot aconsellable.